# Museo geologico di Redagno
Il museo geologico di Redagno è un museo geologico e di storia naturale situato a Redagno, frazione di Aldino, nella Provincia autonoma di Bolzano. 
Allestito presso la casa Peter Rosegger, il museo è stato realizzato per opera di Josef Perwanger.

## Esposizione
L'esposizione include diverse rocce provenienti dai dintorni, tra cui reperti fossili, impronte di sauri e stratificazioni rocciose che illustrano le ere geologiche comprese tra i 286 e i 210 milioni di anni fa che hanno formato il geosito della vicina gola del rio delle Foglie, riconosciuta quale patrimonio mondiale dell'umanità dall'UNESCO.